# Mary Peake
Mary S. Peake (Norfolk, 1823 – 22 febbraio 1862) è stata un'insegnante e filantropa statunitense, nota per avere iniziato ad istruire i bambini degli ex-schiavi sotto la Emancipation Oak (la quercia dell'emancipazione) nel 1861, primo tentativo educativo da cui sarebbe sorta la Hampton University.
Da nubile si chiamava Mary Smith Kelsey ed era una cittadina libera dello stato della Virginia (o Commonwealth of Virginia).

Il padre era inglese mentre la madre, di nome Sarah, era una donna di colore libera.
Quando Mary aveva sei anni venne mandata dalla madre ad Alexandria (che allora faceva parte del distretto federale di Washington) per frequentare la scuola.
Ad Alexandria visse con la zia Mary Paine. Abitavano in una casa di proprietà di un certo Rollins Fowle, una persona caritatevole con la gente di colore. Restò là, ad istruirsi, per circa dieci anni, fino a quando una legge del Congresso statunitense non mise fuori legge le scuole per persone di colore.

La nuova legge fece chiudere tutte le scuole per mulatti in quella città, come in Virginia (e altri stati del sud), dopo la "rivolta di Nat Turner" del 1831 e prima del periodo della ricostruzione e divenne illegale istruire le persone di colore. Così Mary fu costretta a lasciare la scuola e ritornare in Virginia. Quando a sedici anni aveva terminato i suoi studi, ritornò da sua madre, a Norfolk, dove Mary si mise ad istruire in segreto gli schiavi per anni.
Fondò un'organizzazione chiamata "Daughter of Zion", la cui principale finalità era di assistere i poveri e gli ammalati.

Era membro della principale chiesa battista di Norfolk. Contribuiva al sostentamento della famiglia facendo la sarta e insegnando.

Nel 1847, la madre di Mary si sposò con Thomson Walker e comprò una casa a Hampton, dove risiedettero fino a quando la città fu bruciata durante la guerra di secessione nel 1861 (non è noto cosa accadde al padre di Mary).

Nel 1851 Mary si sposò con Thomas Peake, un uomo di colore liberato.
Thomas Peake lavorava nella marina mercantile e fu poi un leader nella comunità afroamericana di Hampton.
Ebbero una figlia di nome Hattie, che chiamavano Daisy (Margherita).
Durante la guerra di secessione americana (1861-1865), la zona intorno a Fort Monroe rimase in mano all'Unione e divenne un luogo di rifugio per gli schiavi fuggiti in cerca di asilo, che erano comunemente chiamati "contraband", uno stato giuridico che impediva loro di essere restituiti ai loro proprietari degli Stati confederati.

A loro si deve la costruzione del "Grand Contraband Camp". Si trattava di un'area nella Contea di Elizabeth City (Virginia) vicino a Fort Monroe e al centro dell'attuale città extracircondariale di Hampton (Virginia) nell'immediato periodo dopo la Guerra Civile. La zona era il rifugio degli schiavi fuggiti che l'Unione rifiutava di restituire ai loro padroni Confederati. Il "Grand Contraband Camp" fu la prima comunità afroamericana indipendente degli Stati Uniti.
 
A Mary Peake venne chiesto di aiutare ad insegnare e cominciò a farlo il 17 settembre 1861 sotto il famoso albero che si trovava diverse miglia fuori della zona protetta di Fort Monroe a Phoebus, una piccola città nella Contea di Elizabeth City. Aiutata dalla "American Missionary Association", si mise ad insegnare nel "Brown Cottage" (letteralmente: casetta marrone), il primo edificio di quello che sarebbe poi diventato l'Hampton Institute (e poi la Hampton University).
Insegnava a più di cinquanta bambini di giorno e a venti adulti la sera. Ad Hampton l'insegnamento, nonostante fosse fuorilegge, era tollerato dai bianchi.
Fu la prima di quelle che vennero chiamate "freedman's schools" (scuole per ex-schiavi).
Già da prima dell'inizio della guerra civile (1851) aveva contratto la tubercolosi. Non aveva mai voluto sospendere le lezioni per curarsi. Il giorno del compleanno di Washington nel 1862 morì per quella malattia.
Nel 1863 la comunità della Virginia Peninsula si raccolse sotto questo albero per leggere l'"Emancipation Proclamation" (l'atto legislativo di abolizione della schiavitù) del Presidente Abramo Lincoln.
Attualmente la storica quercia dell'emancipazione (vecchia di almeno 140 anni) si trova nel campus dell'Università di Hampton, nella città di Hampton.
Con un diametro della chioma di circa 30 metri, è ritenuta uno dei dieci alberi più grandi del mondo dalla National Geographic Society ed è un National Historic Landmark (luogo ufficialmente riconosciuto di interesse storico).
Le scuole pubbliche di Hampton ("Hampton Public Schools") hanno chiamato in suo onore il "Mary Peake Center".
Come si legge nel sito web, "il centro è concepito per fornire una ampia gamma di esperienze a quei bambini che, per la natura dello sviluppo delle loro molteplici capacità, richiedono un ambiente educativo diverso".
La città di Hampton ha dato il suo nome al "Mary Peake Boulevard".
Un libro su di lei, Mary S. Peake, the Colored Teacher at Fortress Monroe, fu scritto subito dopo la sua morte dal Reverendo Lewis C. Lockwood, appartenente alla American Missionary Association, che l'aveva conosciuta personalmente e stimata per la sua umanità e competenza.